# Anthemis ochroleuca
Anthemis ochroleuca là một loài thực vật có hoa trong họ Cúc. Loài này được L.F.Čelak. mô tả khoa học đầu tiên năm 1887.